# Hornera australis
Hornera australis är en mossdjursart som beskrevs av Gustav Heinrich Kirchenpauer 1869. Hornera australis ingår i släktet Hornera och familjen Horneridae. Inga underarter finns listade i Catalogue of Life.